# アドリアン・ムトゥ
アドリアン・ムトゥ（Adrian Mutu, 1979年1月8日 - ）は、ルーマニア・アルジェシュ県カリネシュティ出身の元同国代表サッカー選手、現サッカー指導者。現役時代のポジションはフォワード及びミッドフィールダー。

## 経歴

### 初期
1996年、地元のクラブチームであるFCアルジェシュ・ピテシュティでキャリアをスタートさせる。1997年3月15日にはルーマニアのトップリーグであるリーガ1に初出場しプロデビューを果たす。同クラブでは41試合に出場し11得点、多くのアシストを決めた。1998年にルーマニアの強豪クラブFCディナモ・ブカレストへ移籍し、33試合出場中22得点し才能の高さを証明する。

### イタリア時代
1999年12月1日にイタリアのインテルナツィオナーレ・ミラノへ移籍。イタリアでの初得点は、コッパ・イタリアでの対ACミラン戦であった。渡伊1年目はリーグ戦は無得点に終わるものの10試合出場し、カップ戦では計2得点をあげた。2000年7月1日にはエラス・ヴェローナFCに共同保有の形で移籍。移籍後1年目はカンピオナートのSSラツィオ戦、SSCナポリ戦、にそれぞれ重要な得点をし、ASバーリ戦ではドッピエッタ（2得点）を達成した。2年目には1シーズン12得点をマークし、自身は再びセリエAの上位クラブから注目を集めるが、チームは低迷し2001-02シーズン終了後セリエBに降格してしまう。クラブは降格に伴い、ムトゥの保有権を売却することになる。2002-03シーズンはパルマFCでプレーし、攻撃の要として活躍。アドリアーノ、中田英寿と3トップを形成し、リーグ戦で31試合出場18得点と渡伊後最高の成績でシーズンを終えた。UEFAカップにおいても4試合出場中4得点をマークする。

### イングランド時代
2003年8月1日にはイングランドのチェルシーFCへ加入し、同年のルーマニア最優秀選手に選出されるなど順風満帆かに思われたが、2004年10月19日にドーピング検査でコカインの陽性反応を示し、7ヶ月のプロ公式戦出場資格の剥奪と2万ポンドの罰金がイングランドサッカー協会から言い渡された。長期の試合出場停止を余儀なくされ、チェルシーを解雇された。

### 再びイタリアへ

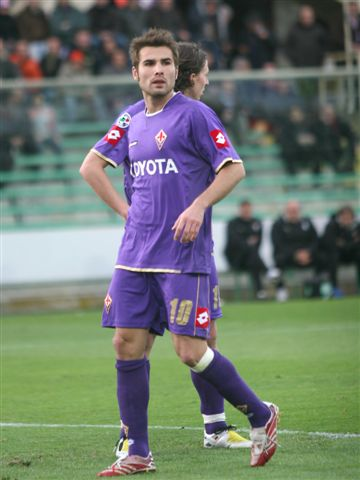
再起後のムトゥ

2005年1月31日に所属クラブを失ったムトゥに目を付けたユヴェントスFCが5年契約を提示、ムトゥは同クラブと契約する。このシーズンの移籍市場で新たに外国人選手を登録する枠を使い切っていたユヴェントスは、一度ASリヴォルノ・カルチョにシーズン終了まで契約させることでムトゥを手元に置くことに成功する。再起を懸けファビオ・カペッロ監督の元で地道にトレーニングを積み、翌シーズンである2005-2006シーズンには32試合に出場し7得点をあげた。しかし、クラブはカルチョ・スキャンダルにより降格を余儀なくされ、主力選手を数人放出することになる。ムトゥもその中の1人であり、ムトゥはパルマ在籍時のかつての恩師であるチェーザレ・プランデッリが指揮をとるACFフィオレンティーナに800万ユーロの移籍金で移籍することになった。
加入1年目となる2006-07シーズンはリーグ戦33試合出場で16得点、多くのアシストも決め、カルチョ・スキャンダルのペナルティにより15ポイント勝ち点を減らされたチームをリーグ5位の座に導く。このシーズン、ムトゥはイタリア全国紙のガゼッタ・デロ・スポルト紙の試合採点の平均点が最高の選手であり、イタリア放送協会やDatasportからはグッドプレーヤー賞を送られ、かつての恩師の下で復活を果たした。2007-08シーズンはリーグ戦29試合出場中17得点し、UEFAチャンピオンズリーグ出場権の得られるリーグ4位の座に貢献、加えてUEFAカップでは6得点を挙げ準決勝進出に導いた。ルカ・トーニが去った後のフィオレンティーナのエースストライカーとしての地位を確固たるものとした。
復帰後のキャリアを順調に築いていたが、2008年6月6日にFIFA特別委員会から約1700万ユーロの罰金をチェルシーに支払うことが命じられる。チェルシー在籍時に解雇理由となったドーピング検査におけるコカイン反応の陽性により、チェルシー側が「ムトゥは契約約款に違反し、クラブに1900万ユーロの経済的損失を与えた」と訴えていたためである。その後、スポーツ仲裁裁判所 (CAS) に提訴し、処分は一時保留となった。こういった流れを受け、2008-09シーズンが開幕する直前には好条件を提示したASローマと一度はサインを交わすが、プランデッリ監督の強い要請により当時フィオレンティーナ会長のアンドレア・デッラ・ヴァッレが話を白紙に戻した。このシーズンは新たに加わったアルベルト・ジラルディーノとのコンビでチームの好調を支えたが、代表戦で負った肘の怪我や、その復帰後には膝の治療等で長期離脱する。しかし出場すればチームに決定的なものを与え、リーグ戦19試合出場ながら13得点している。2009-10シーズンはリーグ開幕戦の対ボローニャFC戦で得点する。多額の罰金問題を抱え、精神的に追い詰められていた状況であったがチャンピオンズリーグの対デブレツェニVSCおいても得点し、チームの決勝トーナメント進出に貢献した。
2010年1月10日のASバーリ戦後のドーピング検査で禁止薬物であるシブトラミンが検出され、1月20日のコッパ・イタリア準々決勝・SSラツィオ戦後のドーピング検査でも同薬品の陽性反応が出た。この結果を受け、イタリア・オリンピック委員会 (CONI) はムトゥに対し9ヶ月の出場停止処分を言い渡した。シーズン終了後の6月14日に、チェルシーへの損害賠償の件でスポーツ仲裁裁判所
(CAS) に提訴していたものは退けられていたことがわかり、さらにスイス連邦裁判所に提訴したが、こちらも認められずに5年におよんだ法廷での争いが終わったと報道された。
2011年6月23日にACチェゼーナに2年契約で加入し、チームトップの8得点を挙げたが、得点力不足が大きく響いて最下位に沈みセリエBに降格となった。

### フランス時代
2012年8月22日、フランスのACアジャクシオへ移籍した。

### 母国復帰
2013年11月25日、自身のtwitterで2014年1月からFCペトロルル・プロイェシュティに移籍することを発表し、14年ぶりに母国復帰を果たした。なお、当初はレンタル移籍と発表されたが、後にアジャクシオと契約解除し、完全移籍で加入すると発表された。

### 現役引退
2015年1月、健康面に問題を抱える母親の看病のため、現役を引退した。

### 現役復帰
2015年7月30日、ISLのFCプネー・シティと契約を結び現役復帰した。
2016年1月にASAトゥルグ・ムレシュへ加入し半年で母国へ復帰する。2015-16シーズン終了後に2度目となる現役引退を表明した。

## 代表歴
2000年3月29日のギリシャ戦で代表デビューを果たし、ゲオルゲ・ハジ引退後のルーマニアサッカー界の牽引者として注目を集める。EURO2008では、チームのエースとして対イタリア戦で得点を決める。2011年8月11日に飲酒問題で代表から永久追放された。その後謝罪したことにより、2試合の出場停止を経て、同じく飲酒問題で永久追放されていたガブリエル・タマシュとともにEURO2012予選のベラルーシ、アルバニアとの2連戦で復帰を果たすと同時にベラルーシ戦 (2-2) では2得点を挙げる活躍を見せた。しかし、2013年11月21日、2014 FIFAワールドカップ・ヨーロッパ予選プレーオフのギリシャ戦に招集されなかったことに対し腹を立て、自身のFacebookでヴィクトル・ピツルカ監督の顔をMr.ビーンの顔に入れ替えた画像を掲載し、再び代表を永久追放された。

## 指導歴
2018年4月14日、クラウディウ・ニクレスクの後任としてFCヴォルンタリの監督に就任した。アル・ワフダやルーマニア代表のU-21チームを指導した後、11年ぶりに1部昇格したFCウニヴェルシタテア・クラヨーヴァの監督に就任するも、わずか4カ月半で解任。
2022年3月2日、FCラピド・ブカレストの監督に就任することが発表された。

## 人物
ゲオルゲ・ハジ引退後のルーマニアサッカー界の牽引者であり、パルマFCやACFフィオレンティーナでの活躍から2000年代のセリエA外国人選手を代表する選手である。多くのスキャンダルにも見舞われ、2004年に自らが引き起こしたドーピング問題（コカイン摂取）では解雇・長期に渡る出場停止処分と、自身のキャリアに多大な影響を与えることとなった。2006年には間接的にではあるがカルチョーポリに巻き込まれる。その後のフィオレンティーナにて復活を果たすも、前述のドーピング問題における訴訟や、2010年には再びドーピング問題を引き起こすなど波乱に満ちたサッカー人生を送った。プレイヤーとしてはセカンドトップやトレクァルティスタとしてフィオレンティーナを牽引する存在であり、フィオレンティーナのティフォージからは敬意を込めてフェノメーノ（Fenomeno※イタリア語で「超常現象」や「怪物」の意）と呼ばれた。また、キャリアを通じて自らを救ったチェーザレ・プランデッリとファビオ・カペッロの両監督には深く感謝していると語っている。

## 個人成績
| シーズン | クラブ               | NO.          | リーグ                 | リーグ戦 | リーグ戦                            | カップ戦 | カップ戦 | CL   | CL   | UC/EL | UC/EL | 期間通算 | 期間通算 |
| シーズン | クラブ               | NO.          | リーグ                 | 出場     | 得点                                | 出場     | 得点     | 出場 | 得点 | 出場  | 得点  | 出場     | 得点     |
| -------- | -------------------- | ------------ | ---------------------- | -------- | ----------------------------------- | -------- | -------- | ---- | ---- | ----- | ----- | -------- | -------- |
| 1996-97  | アルジェシュ         | -            | リーガ1                | 5        | 0                                   | -        | -        | -    | -    | -     | -     | 5        | 0        |
| 1997-98  | アルジェシュ         | -            | リーガ1                | 21       | 4                                   | -        | -        | -    | -    | -     | -     | 21       | 4        |
| 1998-99  | アルジェシュ         | -            | リーガ1                | 15       | 7                                   | -        | -        | -    | -    | 6     | 3     | 21       | 10       |
| 1998-99  | ディナモ・ブカレスト | -            | リーガ1                | 15       | 4                                   | -        | -        | -    | -    | -     | -     | 15       | 4        |
| 1999-00  | ディナモ・ブカレスト | -            | リーガ1                | 18       | 18                                  | -        | -        | -    | -    | 3     | 4     | 21       | 22       |
| 1999-00  | インテル             | 16           | セリエA                | 10       | 0                                   | 4        | 2        | -    | -    | -     | -     | 14       | 2        |
| 2000-01  | ヴェローナ           | 10           | セリエA                | 25       | 4                                   | -        | -        | -    | -    | -     | -     | 25       | 4        |
| 2001-02  | ヴェローナ           | 10           | セリエA                | 32       | 12                                  | -        | -        | -    | -    | -     | -     | 32       | 12       |
| 2002-03  | パルマ               | 20           | セリエA                | 31       | 18                                  | 1        | 0        | -    | -    | 4     | 4     | 36       | 22       |
| 2003-04  | チェルシー           | 7            | プレミアリーグ         | 25       | 6                                   | 4        | 3        | 7    | 1    | -     | -     | 36       | 10       |
| 2004-05  | チェルシー           | 7            | プレミアリーグ         | 2        | 0                                   | -        | -        | -    | -    | -     | -     | 2        | 0        |
| 2004-05  | リヴォルノ           | -            | セリエA                | -        | -                                   | -        | -        | -    | -    | -     | -     | 0        | 0        |
| 2004-05  | ユヴェントス         | 30           | セリエA                | 1        | 0                                   | -        | -        | -    | -    | -     | -     | 1        | 0        |
| 2005-06  | ユヴェントス         | 18           | セリエA                | 32       | 7                                   | 3        | 1        | 8    | 1    | -     | -     | 43       | 9        |
| 2006-07  | フィオレンティーナ   | 10           | セリエA                | 33       | 16                                  | -        | -        | -    | -    | -     | -     | 33       | 16       |
| 2007-08  | フィオレンティーナ   | 10           | セリエA                | 29       | 17                                  | 1        | 0        | -    | -    | 8     | 6     | 38       | 23       |
| 2008-09  | フィオレンティーナ   | 10           | セリエA                | 19       | 13                                  | 1        | 0        | 7    | 2    | 2     | 0     | 29       | 15       |
| 2009-10  | フィオレンティーナ   | 10           | セリエA                | 11       | 4                                   | 2        | 4        | 6    | 3    | -     | -     | 19       | 11       |
| 2010-11  | フィオレンティーナ   | 10           | セリエA                | 20       | 4                                   | 0        | 0        | -    | -    | -     | -     | 20       | 4        |
| 2011-12  | チェゼーナ           | 10           | セリエA                | 28       | 8                                   | 1        | 1        | -    | -    | -     | -     | 29       | 9        |
| 2012-13  | アジャクシオ         | 12           | リーグ・アン           | 28       | 11                                  |          |          |      |      |       |       |          |          |
| 2013-14  | アジャクシオ         | 12           | リーグ・アン           | 9        | 0                                   |          |          |      |      |       |       |          |          |
| 2013-14  | ペトロルル           |              | リーガ1                | 8        | 2                                   |          |          |      |      |       |       |          |          |
| 2014-15  | ペトロルル           |              | リーガ1                | 6        | 2                                   |          |          |      |      |       |       |          |          |
| 2015     | プネー・シティ       |              | インド・スーパーリーグ | 10       | 4                                   |          |          |      |      |       |       |          |          |
| 2015-16  | トゥルグ・ムレシュ   |              | リーガ1                | 4        | 0                                   |          |          |      |      |       |       |          |          |
| 通算     | ルーマニア           | ルーマニア   | リーガ1                | 92       | 37\|\|\|\|\|\|\|\|\|\|\|\|\|\|\|\|  |          |          |      |      |       |       |          |          |
| 通算     | イタリア             | イタリア     | セリエA                | 271      | 106                                 | 25       | 14       | 50   | 20   | 114   | 10    | 269      | 114      |
| 通算     | イングランド         | イングランド | プレミアリーグ         | 27       | 6                                   | 4        | 3        | 7    | 1    | -     | -     | 38       | 10       |
| 通算     | フランス             | フランス     | リーグ・アン           | 37       | 11\|\|\|\|\|\|\|\|\|\|\|\|\|\|\|\|  |          |          |      |      |       |       |          |          |
| 通算     | インド               | インド       | スーパーリーグ         | 10       | 4\|\|\|\|\|\|\|\|\|\|\|\|\|\|\|\|   |          |          |      |      |       |       |          |          |
| 総通算   | 総通算               | 総通算       | 総通算                 | 437      | 161\|\|\|\|\|\|\|\|\|\|\|\|\|\|\|\| |          |          |      |      |       |       |          |          |

## タイトル

### クラブ
ディナモ・ブカレスト
- リーガ1 : 1999-00

### 個人
- ルーマニア年間最優秀選手 : 2003, 2005, 2007, 2008
- グエリン・ドーロ 受賞（※グエリン・スポルティボ紙選出セリエA年間最優秀選手） : 2007
- コッパ・イタリア得点王 : 2009-10（4得点）